# Escadron de chasse 1/7 Provence
L'escadron de chasse 1/7 Provence est une unité de combat de l'Armée de l'Air française. Basé sur la Base aérienne 113 Saint-Dizier-Robinson en Haute-Marne jusqu'au 24 juin 2016, l'escadron est depuis basé à Al Dhafra aux Émirats Arabes Unis. L'escadron a été la deuxième unité de l'Armée de l'Air à avoir reçu des Rafale, après l'escadron 05/330 "Côte d'argent".

## Historique

### Des origines à la seconde guerre mondiale

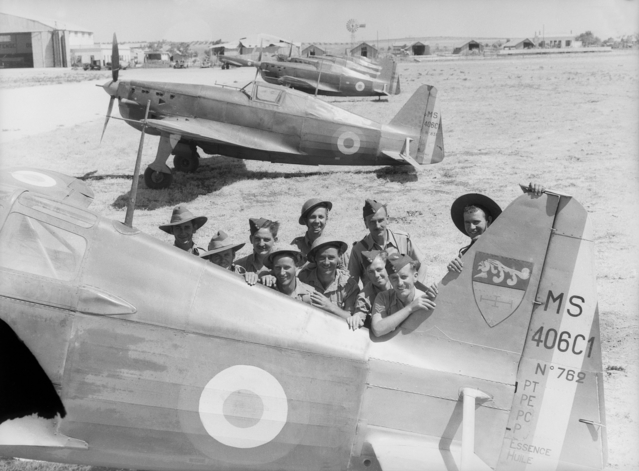
Des Morane-Saulnier MS.406 du GC I/7 capturé par les Britanniques en Syrie.

L'EC 1/7 Provence est issu du Groupe de Chasse 1/7 formé à Dijon en 1932. Ce GC reprend les traditions de deux escadrilles de la Première Guerre mondiale : la SPA 15 (Casque de Bayard) et la SPA 77 (Croix de Jérusalem). En janvier 1939, le GC 1/7 s'installe en Tunisie. Il est finalement dissous en octobre 1942 après avoir combattu au sein de l'armée vichyste en Syrie.
Le GC 1/7 est reformé en septembre 1943 sur Spitfire MK VB et participe aux combats en Afrique du Nord, puis à la campagne de Corse et au débarquement de Provence. C'est à ce moment qu'il reçoit la dénomination de GC 1/7 Provence. De décembre 1943 à novembre 1945, il devient le Squadron 328 de la Royal Air Force. À la fin de la Seconde Guerre mondiale, l'unité obtient la Croix de guerre 39-45 avec palme.

### Indochine et Algérie
Entre décembre 1945 et début février 1946, le groupe de chasse reçoit une dotation de quelques chasseurs japonais capturés en Indochine française, des Nakajima Ki-43 Hayabusa et perçoit des Supermarine Spitfire Mk-IX à partir de janvier 1946.
Le GC 1/7 reçoit ses premiers Mistral en avril 1953, participe à la guerre d'Algérie puis passe sur Mystère IV sur la base de Dijon. Il est dissous en septembre 1961.
L'Escadron de Chasse 1/7 Provence est recréé en mars 1962 sur la base aérienne 133 Nancy-Ochey, toujours équipé de Mystère IV.

### L'époque Jaguar

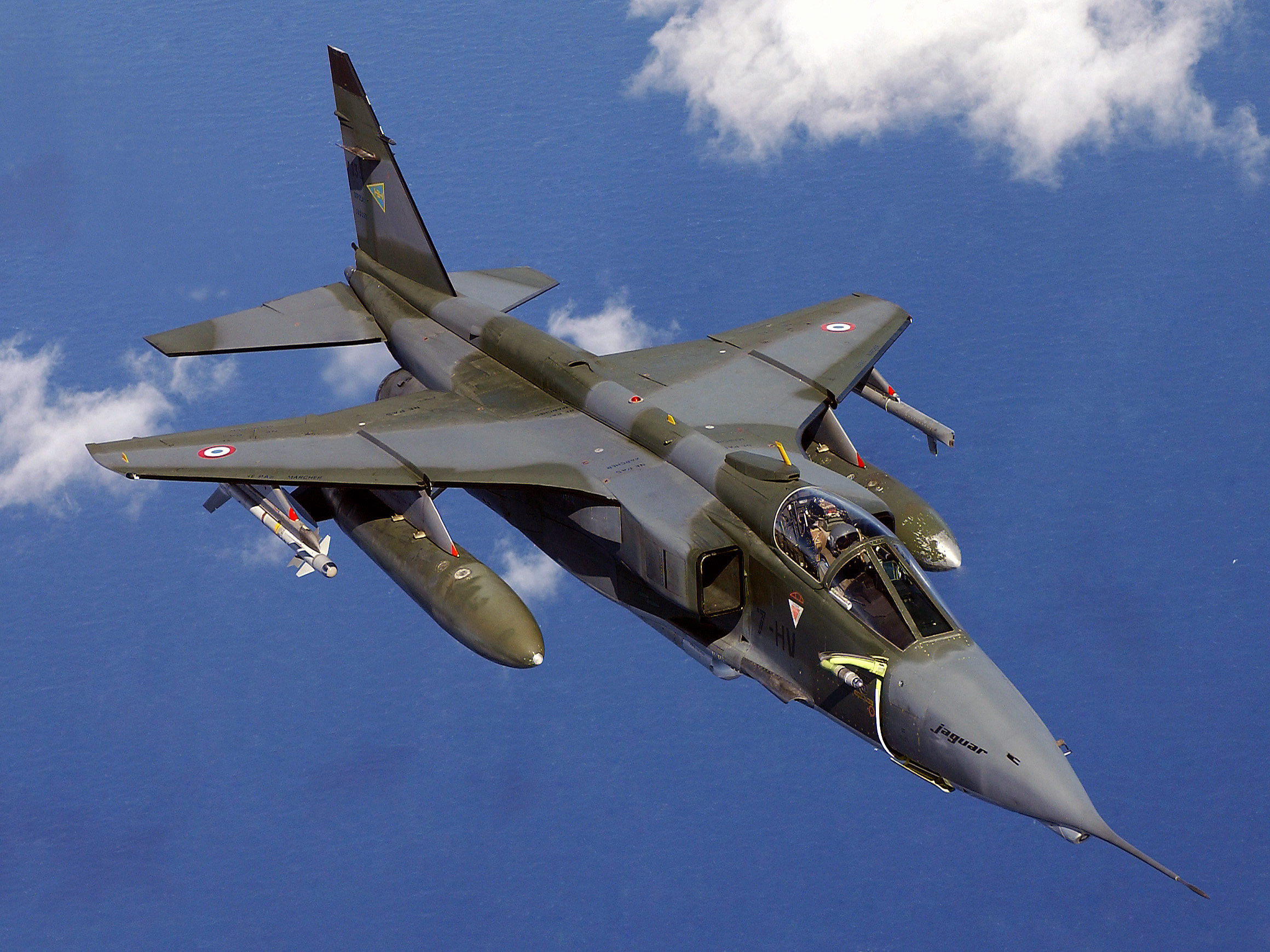
Un Jaguar A de l'Escadron de Chasse 1/7 Provence, portant l'insigne de l'escadrille SPA 77 ("Croix de Jérusalem"), au dessus de la mer Adriatique en support de la force de stabilisation le 8 avril 2003.

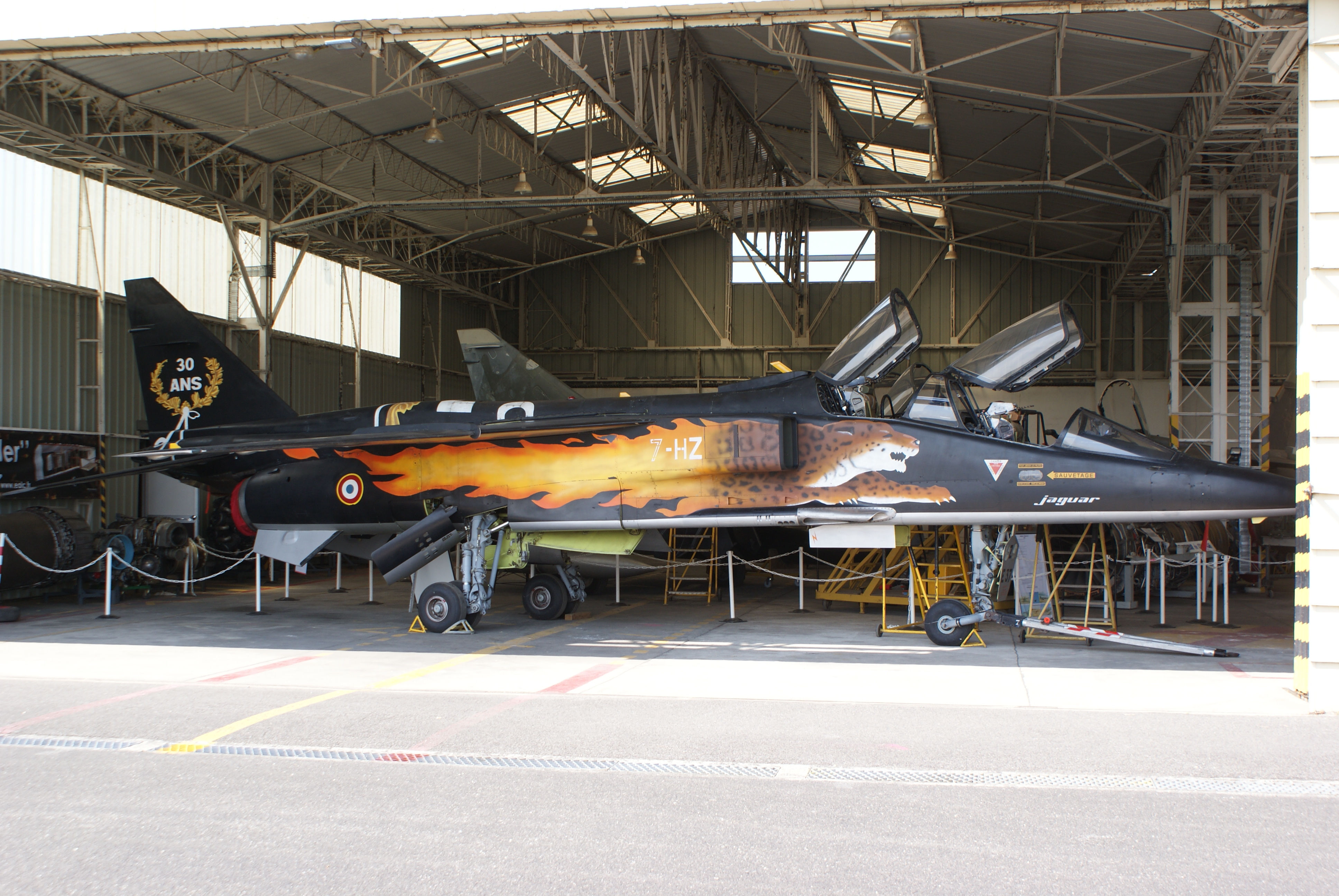
Jaguar E37 7-HZ conservé au Musée de l'Aviation de Lyon-Corbas

En 1973, l'escadron est la première unité de l'Armée de l'air à passer sur SEPECAT Jaguar et s'installe sur la base aérienne 113 Saint-Dizier-Robinson. 
Il participe au dernier des trois essais nucléaires français effectués par largage depuis un avion lors de l'essai Maquis le 25 juillet 1974 ou un Jaguar A délivre une bombe AN-52 embarquant un cœur expérimental destiné aux ogives des missiles sol-sol Pluton. La puissance est de 8 kilotonnes.
La première prise d’alerte nucléaire de l'escadron a lieu le 1er septembre 1974.
Les Jaguar du 1/7 Provence sont engagés lors de missions de combat notamment en Mauritanie (1978), au Tchad (années 1980), lors de la guerre du Golfe (1990-1991) puis en Bosnie. À la suite de la dissolution de l'EC 2/11 Vosges, l'EC 1/7 Provence reçoit une 3e escadrille : la SPA 91 (Aigle empiétant une tête de mort) en décembre 1996. 
L'escadron récupère en juillet 2001 quelques Jaguar biplaces et les Alpha Jet anciennement utilisés par l'EC 2/7 Argonne qui est dissous. Rattachés à la SPA 91, les Alpha Jet conservent leur codage en 7-Px et servent à l'entraînement ou lors d'exercices. Les Jaguar sont retirés du service en juillet 2005.

### L'époque Rafale

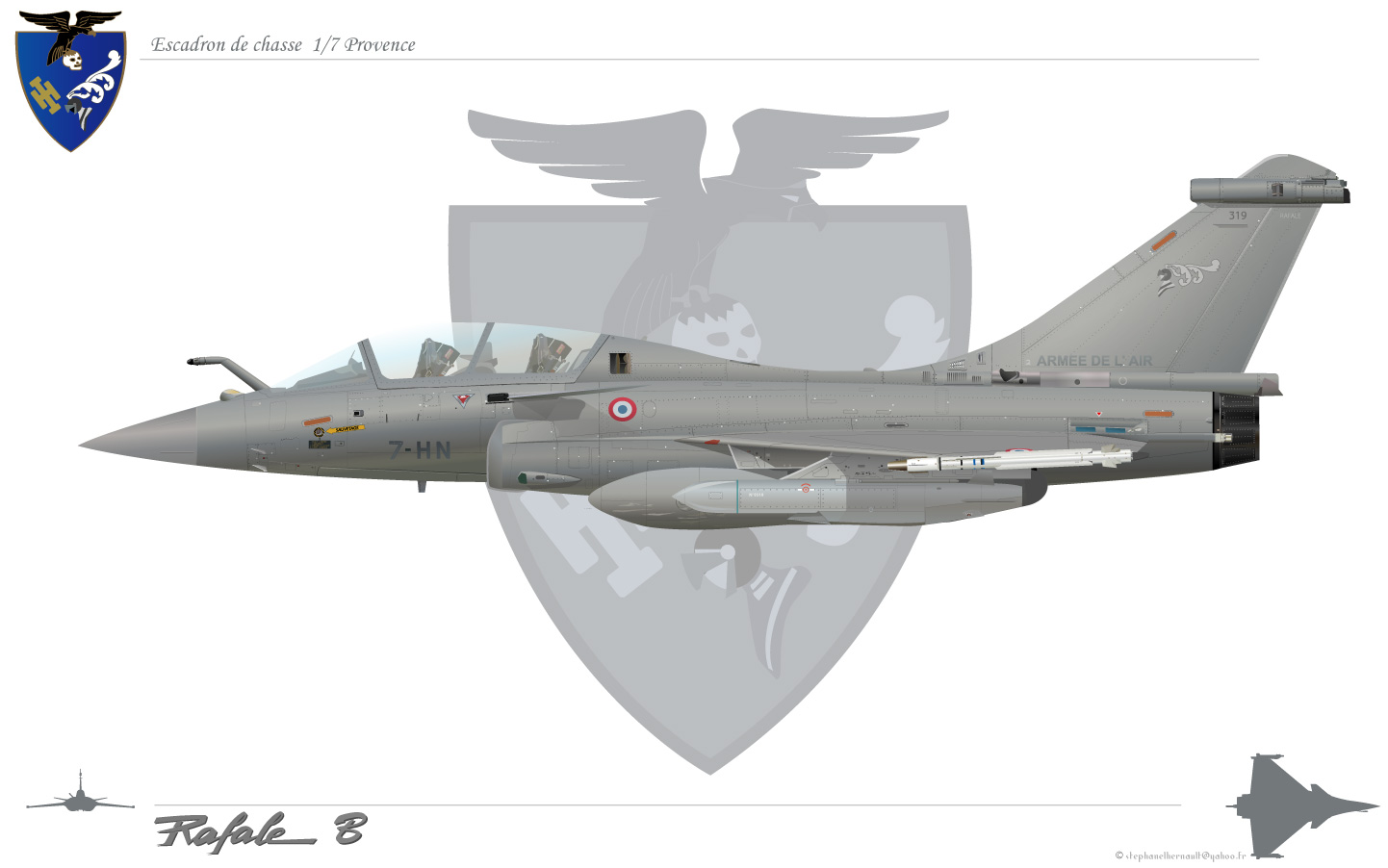
Rafale B escadron Provence

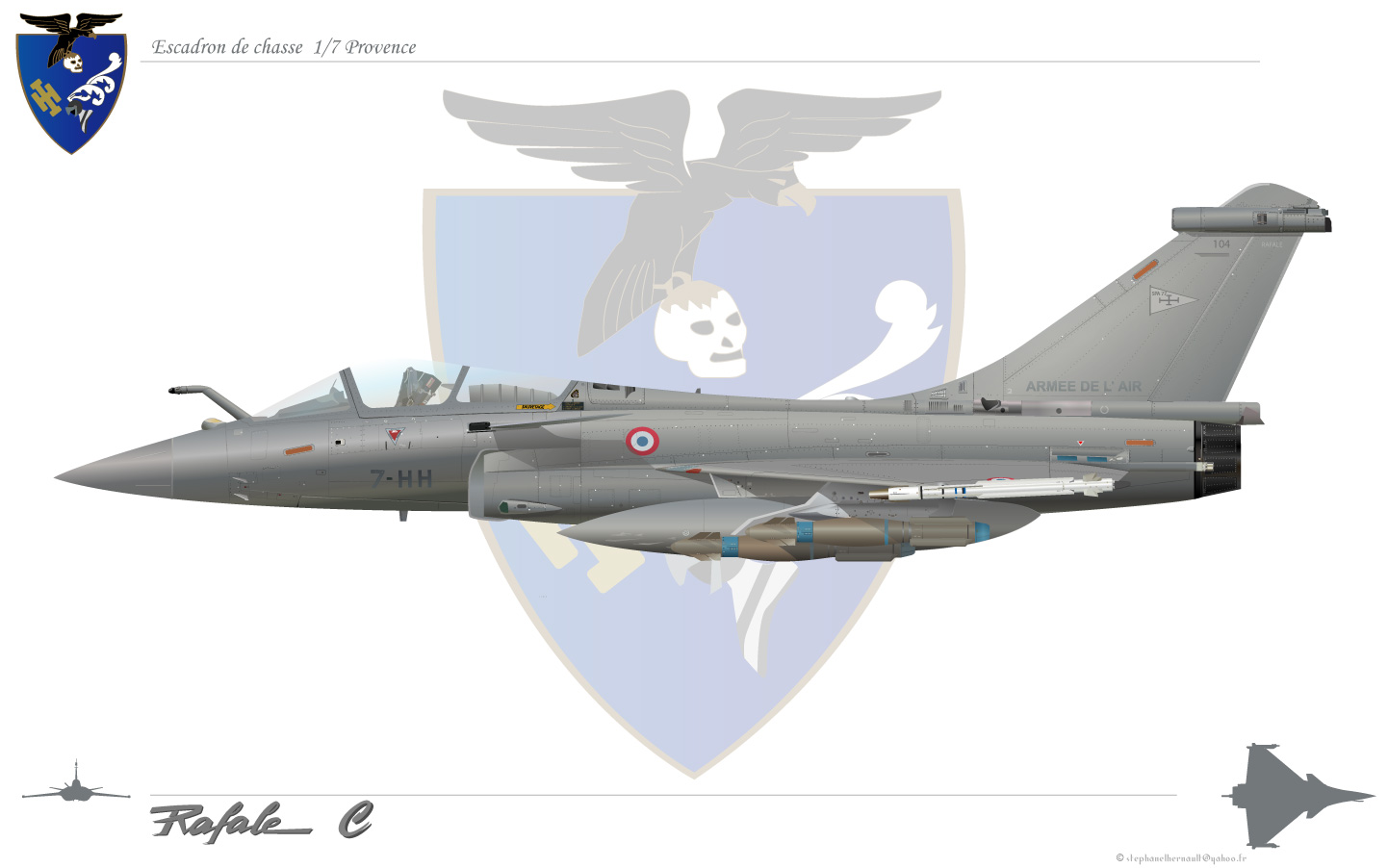
Rafale C escadron Provence

En 2006, les premiers Rafale arrivent dans l'escadron. En janvier 2007, vingt Rafale B et C étaient en service au 1/7 Provence. Trois d'entre eux ont été déployés à Douchanbé au Tadjikistan le 12 mars, effectuant leur première mission de combat deux jours plus tard au-dessus de l'Afghanistan.
En septembre 2007, les Alpha Jet de l'EC 1/7 Provence sont reversés à l'Escadron 5/2 Côte d'Or, nouvelle unité destinée à l'entraînement et à diverses missions annexes.
Les Rafale de l'escadre participent à partir du 19 mars 2011 à la zone d'exclusion aérienne au-dessus de la Libye (Opération Harmattan), ce qui lui vaut l'attribution de la Croix de la valeur militaire avec une palme. Par arrêté du ministre des armées en date du 9 janvier 2023, l’escadron de chasse 01.007 « Provence », titulaire de trois citations à l’ordre de l’armée comportant l’attribution de la croix de la Valeur militaire au titre de ses missions accomplies en Libye en 2011, au Mali en 2013 et au Moyen-Orient de 2014 à 2019, est autorisé à porter la fourragère aux couleurs du ruban de la croix de la Valeur militaire.
Depuis la mise en sommeil du 1/12 Cambrésis, la SPA 162 a rejoint le 1/7 Provence. L'arrivée de l'escadrille “Tigre” permet à l'unité de participer de 2013 à 2015 aux différentes éditions de l'exercice “Nato Tiger Meet” organisés par la NATO Tiger Association. Pour chacune des éditions, l'EC 1/7 Provence a envoyé un appareil spécialement décoré sur le thème de l'identité Tigre. Les 3 livrées ont été créées par Régis Rocca. 
En 2012, le capitaine Claire Mérouze est la première femme qualifiée sur Rafale.
Du 31 août 2015  au 18 septembre 2015, quinze Rafale du 1/7 «Provence», du 2/30 Normandie-Niemen et du 1/91 Gascogne ont été déployés sur la BA126 Solenzara pour une campagne de tir air-air.
Du 13 au 25 avril 2016, deux Rafale du 1/7 « Provence et deux autres du 2/30 Normandie-Niémen ont été déployés sur la base de RAF Leeming dans le cadre de l'exercice Griffin Strike 2016.
Le 24 juin 2016, le 1/7 quitte Saint-Dizier et remplace le 3/30 Lorraine sur la Base aérienne 104 Al Dhafra. Le 3/30 vient s'installer à Saint-Dizier avant un transfert à Mont-de-Marsan pendant l'été 2016.

## Pilotes célèbres
- Pierre Le Roy de Boiseaumarié, 5 victoires homologuées pendant la Première Guerre mondiale, puis fondateur de l'Institut national des appellations d'origine.

## Appellations successives
- Groupe de Chasse I/7 : de 1932 à octobre 1942
- Groupe de Chasse I/7 Provence : du 1er novembre 1943 au 1er juillet 1947
- Groupe de Chasse I/1 Provence : du 1er juillet 1947 au 17 novembre 1951
- Escadron de Chasse 1/7 Provence : à partir du 1er mars 1962

## Appartenances successives
- 1re escadre de chasse : du 1er novembre 1943 au 17 novembre 1951
- 7e escadre de chasse : du 1er mars 1962 au 22 juin 1995
- 4e escadre de chasse : du 26 aout 2015 au 24 juin 2016[10]

## Escadrilles
- SPA 15 Casque de Bayard
- GC III/7(6) Furie (depuis le 24 août 2016)

## Bases
- Aérodrome de Haguenau[11] : du 25 décembre 1944 au 2 janvier 1945
- Base de Po Chen Tong : du 17 novembre 1945 au 1er juillet 1947
- Base aérienne 141 Oran la Sénia : d'avril 1947 à fin 1950
- Base aérienne 156 Bizerte Sidi Ahmed : de fin 1950 à décembre 1961
- Base aérienne 133 Nancy-Ochey : de décembre 1961 à mai 1973
- Base aérienne 113 Saint-Dizier-Robinson : de mai 1973 au 24 juin 2016
- Base aérienne 104 Al Dhafra : depuis le 24 juin 2016

## Appareils
- Nakajima Ki-43 Hayabusa (de 1945 à 1946)
- Supermarine Spitfire (de 1946 à 1950)
- Republic P-47 Thunderbolt D (de 1950 à 1951)
- De Havilland Vampire (de 1951 à 1953)
- Mistral (de 1953 à 1961)
- Mystère IV (de 1962 à 1973)
- SEPECAT Jaguar A et E (de 1973 à 2005, avions codés 7-Hx)
- Alpha Jet (2001-2007, avions codés 7-PA à 7-PZ)
- Dassault Rafale B/C (depuis 2006)